# Finale della Coppa delle Fiere 1960-1961
La finale della 3ª edizione della Coppa delle Fiere fu disputata in gara d'andata e ritorno tra Birmingham City e Roma.
Il 27 settembre 1961 al St Andrew's di Birmingham la partita, arbitrata dallo scozzese Bobby Davidson, finì 2-2. La gara di ritorno si disputò dopo circa due settimane all'Olimpico di Roma e fu arbitrata dal francese Pierre Schwinte. Il match terminò 2-0 e ad aggiudicarsi il trofeo fu la squadra italiana.

## Il cammino verso la finale
La Roma esordì contro i belgi dell'Union Saint-Gilloise vincendo 4-1 il ritorno in Italia dopo che l'andata a Saint-Gilles si concluse a reti inviolate. Ai quarti di finale i Giallorossi eliminarono la rappresentativa di Colonia con una vittoria nello spareggio: la Roma vinse 2-0 in Germania Ovest, ma perse in casa col medesimo risultato; sempre all'Olimpico il replay si concluse 4-1 per i padroni di casa. In semifinale affrontò gli scozzesi dell'Hibernian pareggiando 2-2 a Edimburgo e 3-3 a Roma; poiché non era ancora stata introdotta la regola dei gol fuori casa si giocò uno spareggio, che la Roma vinse con un tennistico 6-0.
Il Birmingham City iniziò il cammino europeo contro gli ungheresi dell'Újpest battendoli sia all'andata sia al ritorno, rispettivamente, coi risultati di 3-2 e 2-1. Ai quarti di finale i Bluenoses incontrarono i danesi del KB vincendo in casa con un netto 5-0 nella gara di ritorno, dopo che l'andata a Copenaghen si concluse con un rocambolesco 4-4. In semifinale gli italiani dell'Inter furono sconfitti sia all'andata sia al ritorno col risultato di 2-1.

## Le partite
A Birmingham va in scena la finale d'andata tra i padroni di casa, che vogliono riscattarsi dalla sconfitta subita in finale l'anno precedente, e la Roma, che si affaccia per la prima volta in finale di una competizione europea. I capitolini partono subito forte e a dieci minuti dall'inizio della ripresa conducono 2-0 grazie alla doppietta di Pedro Manfredini. Ciò nonostante il pallino del gioco è tutto nelle mani degli inglesi, che si rendono più volte pericolosi nel corso della gara, ma che vedono i loro sforzi annientati dalle parate di Fabio Cudicini. L'iniziativa inglese dà i suoi frutti solo nel finale, quando il numero uno giallorosso si arrende due volte a dodici minuti dal termine, con i gol di Hellawell e Orritt, per il 2-2 finale.
A Roma, dopo circa due settimane, il Birmingham si presenta in formazione rimaneggiata, senza l'ala scozzese Bertie Auld. La Roma dal canto suo gioca in maniera perfetta nel primo quarto d'ora con manovre possenti e svelte, che non si trasformano in gol solo per via della scarsa precisione sottoporta. Nella seconda parte di gara è l'autorete di Farmer a far ritrovare il pallino del gioco ai Giallorossi, che comunque non vanno in rete prima del novantesimo con Paolo Pestrin il quale chiude la gara e dà la coppa ai suoi.

## Tabellini

### Andata
| Arbitro: | Davidson |

|                          |           |                     |
| Hellawell 78’ Orritt 85’ | Marcatori | 30’, 56’ Manfredini |

|             |    |                  |  |
|             |    |                  |  |
| P           | 1  | Johnny Schofield |  |
| D           | 2  | Brian Farmer     |  |
| D           | 3  | Graham Sissons   |  |
| M           | 4  | Terry Hennessey  |  |
| M           | 5  | Winston Foster   |  |
| M           | 6  | Malcolm Beard    |  |
| C           | 7  | Mike Hellawell   |  |
| C           | 8  | Jimmy Bloomfield |  |
| A           | 9  | Jimmy Harris     |  |
| A           | 10 | Bryan Orritt     |  |
| A           | 11 | Bertie Auld      |  |
| Allenatore: |    |                  |  |
| Gil Merrick |    |                  |  |

|                |    |                      |  |
|                |    |                      |  |
| P              | 1  | Fabio Cudicini       |  |
| D              | 2  | Alfio Fontana        |  |
| D              | 3  | Giulio Corsini       |  |
| D              | 4  | Luigi Giuliano       |  |
| D              | 5  | Giacomo Losi         |  |
| C              | 6  | Sergio Carpanesi     |  |
| C              | 7  | Alberto Orlando      |  |
| C              | 8  | Dino da Costa        |  |
| A              | 9  | Pedro Manfredini     |  |
| A              | 10 | Antonio Angelillo    |  |
| A              | 11 | Giampaolo Menichelli |  |
| Allenatore:    |    |                      |  |
| Luis Carniglia |    |                      |  |

### Ritorno
| Arbitro: | Schwinte |

|                               |           |  |
| Farmer 56’ (aut.) Pestrin 90’ | Marcatori |  |

|                |    |                      |  |
|                |    |                      |  |
| P              | 1  | Fabio Cudicini       |  |
| D              | 2  | Alfio Fontana        |  |
| D              | 3  | Giulio Corsini       |  |
| D              | 4  | Paolo Pestrin        |  |
| D              | 5  | Giacomo Losi         |  |
| C              | 6  | Sergio Carpanesi     |  |
| C              | 7  | Alberto Orlando      |  |
| C              | 8  | Francisco Lojacono   |  |
| A              | 9  | Pedro Manfredini     |  |
| A              | 10 | Antonio Angelillo    |  |
| A              | 11 | Giampaolo Menichelli |  |
| Allenatore:    |    |                      |  |
| Luis Carniglia |    |                      |  |

|             |    |                  |  |
|             |    |                  |  |
| P           | 1  | Johnny Schofield |  |
| D           | 2  | Brian Farmer     |  |
| D           | 3  | Graham Sissons   |  |
| M           | 4  | Terry Hennessey  |  |
| M           | 5  | Trevor Smith     |  |
| M           | 6  | Malcolm Beard    |  |
| C           | 7  | Mike Hellawell   |  |
| C           | 8  | Jimmy Bloomfield |  |
| A           | 9  | Jimmy Harris     |  |
| A           | 10 | Bryan Orritt     |  |
| A           | 11 | Jimmy Singer     |  |
| Allenatore: |    |                  |  |
| Gil Merrick |    |                  |  |